# Film Stars Don't Die in Liverpool
Pour plus de détails, voir Fiche technique et Distribution.
Film Stars Don't Die in Liverpool est un film américano-britannique réalisé par Paul McGuigan, sorti en 2017. Il s'agit d'un film biographique sur l'actrice Gloria Grahame, notamment sur sa relation avec Peter Turner.

## Synopsis
Dans les années 1970, on diagnostique un cancer du sein à l'actrice américaine Gloria Grahame (notamment oscarisée en 1953 pour Les Ensorcelés). Elle part alors vivre à Liverpool avec le jeune Peter Turner.

## Fiche technique
Sauf indication contraire, les informations mentionnées dans cette section peuvent être confirmées par la base de données cinématographiques IMDb,  présente dans la section « Liens externes ».
- Titre original : Film Stars Don't Die in Liverpool
- Titre québécois : Les stars ne meurent pas à Liverpool
- Réalisation : Paul McGuigan
- Scénario : Matt Greenhalgh, d'après l'autobiographie Film Stars Don't Die in Liverpool de Peter Turner
- Décors : Eve Stewart
- Photographie : Urszula Pontikos
- Montage : Nick Emerson
- Musique : J. Ralph
- Production : Barbara Broccoli et Colin Vaines

Coproducteur : Andrew Noble
Producteur associé : Amanda Schiff
- Sociétés de production : EON Productions et Synchronistic Pictures
- Société de distribution : Sony Pictures Classics (États-Unis)
- Budget : n/a
- Pays d'origine :  Royaume-Uni,  États-Unis
- Langue originale : anglais
- Format : couleur
- Genre : comédie dramatique, biographie
- Durée : 106 minutes
- Dates de sortie[1] :
  -  États-Unis : 1er septembre 2017 (festival du film de Telluride)
  -  Royaume-Uni : 16 novembre 2017
  -  États-Unis : 29 décembre 2017 (sortie limitée)
  -  France : n/a

## Distribution
- Annette Bening (VF : Céline Monsarrat) : Gloria Grahame
- Jamie Bell (VF : Donald Reignoux) : Peter Turner
- Vanessa Redgrave : Jeanne McDougall
- Julie Walters (VF : Anne Plumet) : Bella Turner
- Kenneth Cranham (VF : Gérard Sergue) : Joe Turner
- Stephen Graham (VF : Laurent Maurel) : Joe Turner Jr.
- Frances Barber : Joy
- Leanne Best (en) (VF : Nathalie Doudou) : Eileen
- Suzanne Bertish : Fifi Oscard
- Ben Cura

## Production
En mai 2016, il est annoncé que Annette Bening, Jamie Bell et Julie Walters vont tenir les rôles principaux d'une adaptation cinématographique des mémoires de Peter Turner, Film Stars Don't Die in Liverpool, dans lesquelles il raconte sa relation avec Gloria Grahame durant les dernières années de sa vie. Paul McGuigan en sera le réalisateur, Matt Greenhalgh le scénariste, alors que la production est assurée par Barbara Broccoli et Colin Vaines. En juin 2016, Vanessa Redgrave rejoint la distribution.
Le tournage débute le 27 juin 2016. Il a lieu à Liverpool et Londres, ainsi que dans les Pinewood Studios où il s'achève en août 2016.
Le 11 novembre 2017, Elvis Costello publie la chanson You Shouldn't Look at Me That Way, composée spécialement pour le film.

## Distinctions principales
Source et distinctions complètes : Internet Movie Database

### Récompenses
- Festival du film de Hollywood 2017 : prix New Hollywood pour Jamie Bell

### Nominations
- British Independent Film Awards 2017 : meilleure actrice dans un second rôle pour Julie Walters, meilleure distribution, meilleure direction artistique pour Eve Stewart et meilleur acteur pour Jamie Bell
- British Academy Film Awards 2018 (cérémonie à venir) : meilleur scénario adapté, meilleur acteur pour Jamie Bell et meilleure actrice pour Annette Bening